# Pelobates varaldii
Pelobates varaldii är en groddjursart som beskrevs av Pasteur och Bons 1959. Pelobates varaldii ingår i släktet Pelobates och familjen lökgrodor och slamdykare. IUCN kategoriserar arten globalt som starkt hotad. Inga underarter finns listade i Catalogue of Life.